# Mains propres de Voïvodine
Mains propres de Voïvodine (en serbe : Чисте руке Војводине et Čiste ruke Vojvodine) était une coalition politique serbe de la province autonome de Voïvodine. Elle était dirigée par Miodrag Isakov. Aux élections provinciales de 2004, elle a obtenu 2,29 % des suffrages et n'a remporté aucun siège.
La coalition Mains propres de Voïvodine était constituée des partis suivants :
- Réformistes de Voïvodine
- Mouvement serbe du renouveau
- Otpor.